# Suzuka International Racing Course

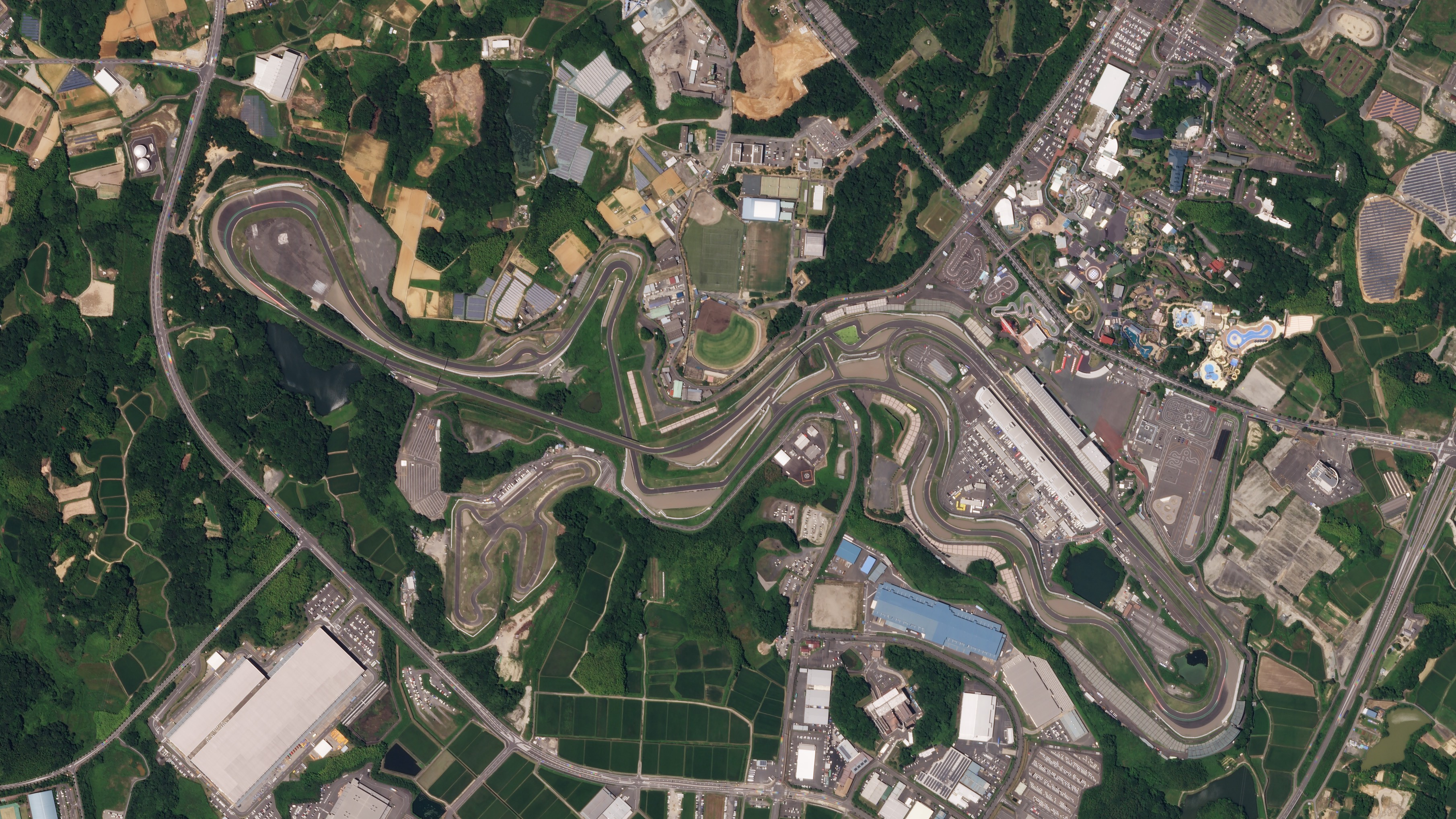
Het circuit in 2018

De Suzuka International Racing Course (鈴鹿国際レーシングコース, Suzuka Kokusai Rēsingu Kōsu), tot en met 2015 bekend als Circuit Suzuka (鈴鹿サーキット, Suzuka Sākitto) is een Japans racecircuit. Het werd in 1961 gebouwd als een testcircuit voor Honda in Suzuka, 50 km ten zuidwesten van Nagoya. De ontwerper ervan is Hans Hugenholtz, de man die directeur was van Zandvoort en naast Suzuka ook Jarama ontwierp.
Het circuit maakt deel uit van Motopia, een amusementspark van 2,5 miljoen m² met zwembaden, monorails, hotels, golfbanen en een themapark. Het 5,85 km lange achtvormige parcours werd tot in 1971 gebruikt voor sportwagenraces, vanaf toen maakten de eenzitters hun intrede, eerst met Formule 2.

## Formule 1
Na ingrijpende veranderingen werd er in 1987 de eerste Formule-1 Grand Prix verreden. Het 5864 meter lange circuit is het enige Formule 1-circuit ter wereld dat een '8-vorm' heeft, dat wil zeggen dat op een bepaald moment het circuit over een ander deel van de baan heen gaat. Afgezien daarvan is het circuit beroemd om de snelle bochtencombinaties en de technische veeleisendheid. Het circuit is zeer geliefd bij vrijwel alle coureurs.
In 1989 en 1990 verwierf Suzuka wereldwijde bekendheid als gevolg van de vete die ontstond tussen Ayrton Senna en Alain Prost. Eerst reden ze elkaar in 1989 als teamgenoten uit de race, waardoor Prost op onsportieve wijze wereldkampioen werd; een jaar later gebeurde hetzelfde maar nu omgekeerd, en nu als concurrenten (Prost reed dat jaar bij Ferrari).
Suzuka was lange tijd een race aan het einde van het seizoen, zo behaalden Damon Hill, Mika Häkkinen en Michael Schumacher beiden een wereldtitel in de laatste wedstrijd van het seizoen in Japan. Ook Sebastian Vettel en Max Verstappen haalden er in 2011, respectievelijk 2022, een wereldtitel binnen.